# Medina Warda Aulia
Medina Warda Aulia est une joueuse d'échecs indonésienne née le 7 juillet 1997 à Jakarta.
Au 1er septembre 2018, elle est la deuxième joueuse indonésienne et la 98e joueuse mondiale avec un classement Elo de 2 366 points.

## Biographie et carrière
Grand maître international féminin depuis 2013 (à seize ans), Aulia a terminé première ex æquo (quatrième au départage) du championnat du monde d'échecs junior féminin de 2012.
Elle remporta le championnat national indonésien féminin en 2014 à Makassar.
Elle a représenté l'Indonésie lors des olympiades de 2010, 2012 (au 1er échiquier) et 2014,
| Année | Lieu   | Résultat           | Ultime adversaire | Adversaires battues                                        |
| ----- | ------ | ------------------ | ----------------- | ---------------------------------------------------------- |
| 2021  | Sotchi | deuxième tour      | Dronavalli Harika | Jana Schneider                                             |
| 2023  | Bakou  | huitième de finale | Nurgyul Salimova  | Janelle Mae Frayna, Sarasadat Khademalsharieh, Alina Bivol |